# Škoda Yeti
De Škoda Yeti is een compacte SUV die van eind 2009 tot eind 2017 is geproduceerd door de Tsjechische autofabrikant Škoda Auto. Het is tevens de eerste SUV van deze fabrikant. De naam Yeti verwijst naar een mythisch figuur uit het Himalayagebergte, namelijk de verschrikkelijke sneeuwman.

## Geschiedenis

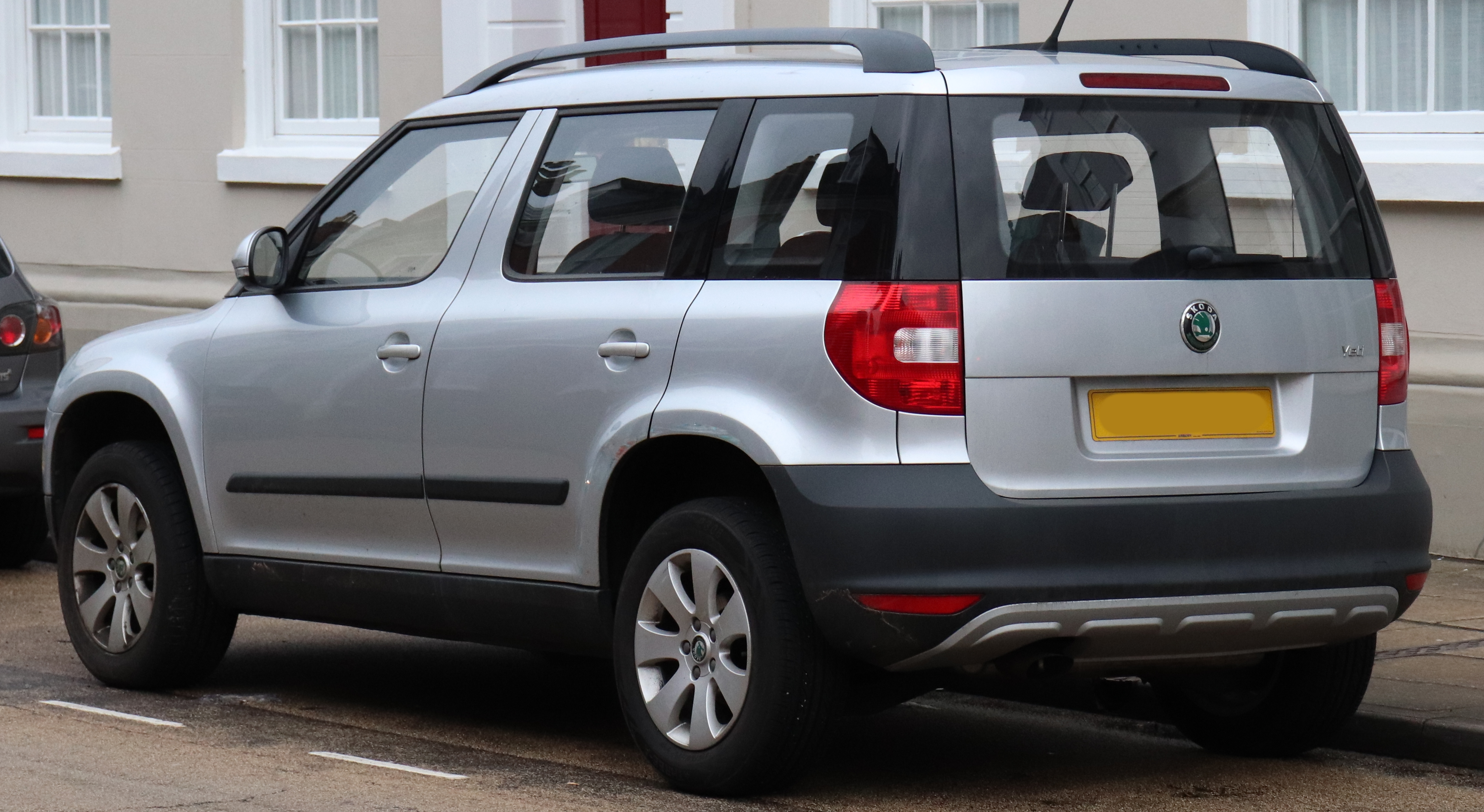
Škoda Yeti (pre-facelift)

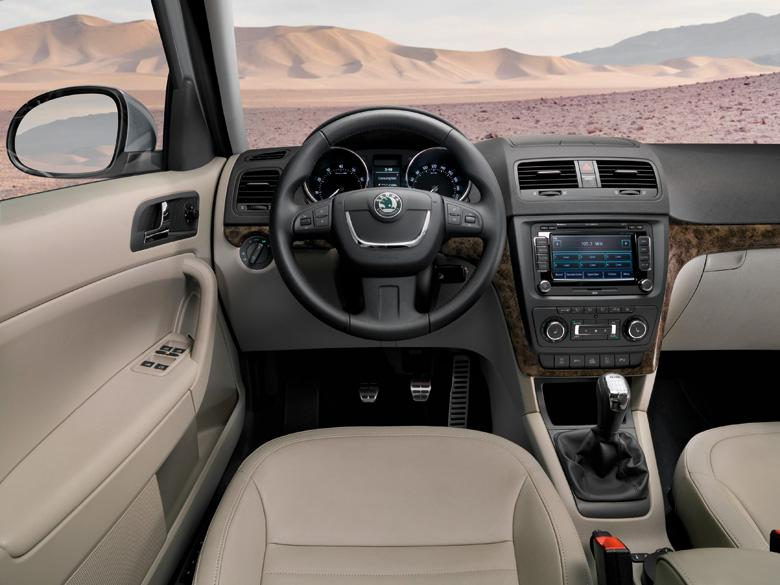
Interieur

Op de Autosalon van Genève in 2005 onthulde Škoda een conceptcar in de compacte SUV-categorie die Yeti werd genoemd. Hoewel de conceptstudie van de Yeti serieus werd genomen met het oog op een toekomstige serieproductie, waren sommige oplossingen hun tijd ver vooruit en haalden ze de productiefase niet, zoals een enkele verticale ruitenwisser die horizontaal over het gehele glas bewoog of een horizontaal verdeeld luik, waarvan het onderste deel in een binnenste en buitenste sectie was gesplitst, zodat twee fietsen veilig aan de verlaagde buitensectie konden worden bevestigd.
Vier jaar later presenteerde Škoda de productieversie van de Yeti op de Autosalon van Genève in 2009. De auto had een vergelijkbaar praktisch hoekig ontwerp als de ontwerpstudie. Ondanks compacte afmetingen bood de Yeti een ruim interieur. De functionaliteit van het interieur werd verbeterd door VarioFlex, de variabele indeling van de achterstoelen die was overgenomen van de Roomster. Met zijn lengte van 4,22 meter was de Yeti 35 centimeter korter dan een Octavia uit die tijd.
De Škoda Yeti werd gebouwd op het platform van de Octavia en was leverbaar met drie verschillende turbo-benzinemotoren: de 1.2 TSI met 105 pk; de 1.4 TSI met 122 pk en de 1.8 TSI met 160 pk. Ook was de Skoda Yeti leverbaar met een drietal dieselmotoren (2.0 TDI) welke respectievelijk 110, 140,of 170 pk leverden. Alle motoren stamden uit het VW-moederbedrijf. De twee sterkste motoren in de Yeti werden bovendien aan een 4x4-aandrijflijn gekoppeld. De overige uitvoeringen hadden voorwielaandrijving.
Qua uitrustingsniveau waren de belangrijkste versies de Active, de Comfort, de Ambition en de Elegance. Het basismodel, de Active, had geen airconditioning en cruisecontrol. Vanaf de Comfort waren die opties standaard en de Ambition en Elegance beschikten daarnaast over automatische klimaatregeling.
In 2009 werd de Yeti door Top Gear Magazine uitgeroepen tot familieauto van het jaar.

## Motoren
De Yeti werd met de volgende motoren geleverd.

#### Benzine
| Yeti              | Yeti      | Yeti      | Yeti    | Yeti     | Yeti                         | Yeti                          | Yeti          | Yeti           | Yeti        |
| Type              | Motor     | Motor     | Motor   | Vermogen | Koppel                       | Transmissie                   | 0–100 km/h    | Topsnelheid    | Jaartal     |
| Type              | Inhoud    | Cilinders | Kleppen | Vermogen | Koppel                       | Transmissie                   | 0–100 km/h    | Topsnelheid    | Jaartal     |
| ----------------- | --------- | --------- | ------- | -------- | ---------------------------- | ----------------------------- | ------------- | -------------- | ----------- |
| 1.2 TSI           | 1.190 cm³ | 4-in-lijn | 8V      | 105 pk   | 175 Nm bij 1.550 - 4.100 tpm | handgeschakelde 6-bak / 7-DSG | 11,8 / 12,0 s | 175 / 173 km/h | 2009 - 2014 |
| 1.4 TSI           | 1.390 cm³ | 4-in-lijn | 16V     | 122 pk   | 200 Nm bij 1.900 - 4.000 tpm | handgeschakelde 6-bak         | 10,5 s        | 185 km/h       | 2009 - 2012 |
| 1.4 TSI Greentech | 1.390 cm³ | 4-in-lijn | 16V     | 122 pk   | 200 Nm bij 1.900 - 4.000 tpm | handgeschakelde 6-bak         | 10,5 s        | 185 km/h       | 2012 - 2014 |
| 1.8 TSI 4x4       | 1.798 cm³ | 4-in-lijn | 16V     | 160 pk   | 250 Nm bij 1.500 - 4.500 tpm | handgeschakelde 6-bak         | 8,4 s         | 200 km/h       | 2009 - 2014 |

#### Diesel
| Yeti              | Yeti      | Yeti      | Yeti    | Yeti     | Yeti                         | Yeti                          | Yeti         | Yeti           | Yeti        |
| Type              | Motor     | Motor     | Motor   | Vermogen | Koppel                       | Transmissie                   | 0–100 km/h   | Topsnelheid    | Jaartal     |
| Type              | Inhoud    | Cilinders | Kleppen | Vermogen | Koppel                       | Transmissie                   | 0–100 km/h   | Topsnelheid    | Jaartal     |
| ----------------- | --------- | --------- | ------- | -------- | ---------------------------- | ----------------------------- | ------------ | -------------- | ----------- |
| 1.6 TDI Greenline | 1.598 cm³ | 4-in-lijn | 16V     | 105 pk   | 250 Nm bij 1.500 - 2.500 tpm | handgeschakelde 5-bak         | 12,1 s       | 176 km/h       | 2010 - 2014 |
| 2.0 TDI           | 1.968 cm³ | 4-in-lijn | 16V     | 110 pk   | 250 Nm bij 1.750 tpm         | handgeschakelde 5-bak         | 11,6 s       | 177 km/h       | 2009 - 2011 |
| 2.0 TDI 4x4       | 1.968 cm³ | 4-in-lijn | 16V     | 110 pk   | 250 Nm bij 1.750 tpm         | handgeschakelde 6-bak         | 12,2 s       | 174 km/h       | 2009 - 2014 |
| 2.0 TDI Greentech | 1.968 cm³ | 4-in-lijn | 16V     | 140 pk   | 320 Nm bij 1.750 tpm         | handgeschakelde 6-bak         | 9,7 s        | 193 km/h       | 2011 - 2014 |
| 2.0 TDI 4x4       | 1.968 cm³ | 4-in-lijn | 16V     | 140 pk   | 320 Nm bij 1.750 tpm         | handgeschakelde 6-bak / 6-DSG | 9,9 / 10,2 s | 190 / 187 km/h | 2009 - 2014 |
| 2.0 TDI 4x4       | 1.968 cm³ | 4-in-lijn | 16V     | 170 pk   | 350 Nm bij 1.750 - 2.500 tpm | handgeschakelde 6-bak         | 8,4 s        | 201 km/h       | 2009 - 2014 |

## Facelift

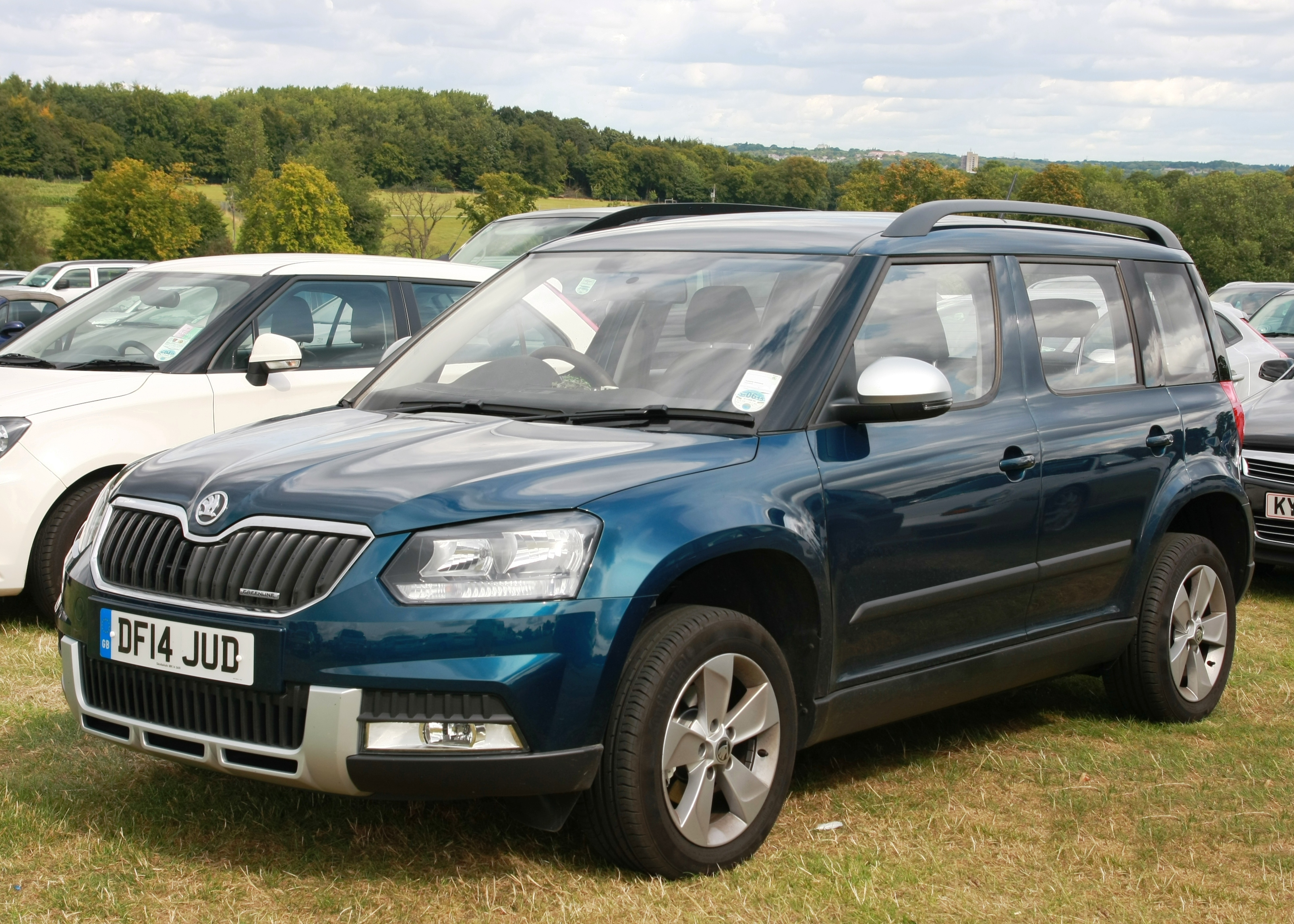
Škoda Yeti (facelift)

Een vernieuwde versie van de Yeti beleefde zijn officiële première op de IAA van Frankfurt in september 2013. De eigenwijze neus met de twee extra ronde lampen naast de gewone koplampen kwam te vervallen.
Sinds de facelift was de compacte SUV van Škoda verkrijgbaar in twee uitvoeringen: de standaard Yeti en robuuste Yeti Outdoor. Het belangrijkste verschil was te vinden in de vorm van de voor- en achterbumper: bij de Outdoor-versie waren onderdelen die zijn blootgesteld aan mogelijke schade van het terrein (onderste delen van bumpers, dorpels) afgewerkt in zwart, terwijl ze bij de standaard Yeti in carrosseriekleur waren gespoten. Ook qua aanbod van velgen en stoffering waren er verschillen. Beide versies konden worden besteld als luxueuze Laurin & Klement, de standaard Yeti ook in de sportieve uitvoering Monte Carlo. De techniek was ook bijgewerkt.
Eind 2017 werd de Yeti vervangen door de Škoda Karoq op basis van de Seat Ateca.

#### Benzine
| Yeti              | Yeti      | Yeti      | Yeti    | Yeti     | Yeti                         | Yeti                           | Yeti          | Yeti           | Yeti        |
| Type              | Motor     | Motor     | Motor   | Vermogen | Koppel                       | Transmissie                    | 0–100 km/h    | Topsnelheid    | Jaartal     |
| Type              | Inhoud    | Cilinders | Kleppen | Vermogen | Koppel                       | Transmissie                    | 0–100 km/h    | Topsnelheid    | Jaartal     |
| ----------------- | --------- | --------- | ------- | -------- | ---------------------------- | ------------------------------ | ------------- | -------------- | ----------- |
| 1.2 TSI           | 1.198 cm³ | 4-in-lijn | 16V     | 105 pk   | 175 Nm bij 1.550 - 4.100 tpm | handgeschakelde 6-bak en 7-DSG | 11,4 / 11,7 s | 177 / 176 km/h | 2014 - 2015 |
| 1.2 TSI Greentech | 1.198 cm³ | 4-in-lijn | 16V     | 110 pk   | 175 Nm bij 1.400 - 4.000 tpm | handgeschakelde 6-bak en 7-DSG | 10,9 / 11,4 s | 179 / 178 km/h | 2015 - 2017 |
| 1.4 TSI           | 1.390 cm³ | 4-in-lijn | 16V     | 122 pk   | 200 Nm bij 1.900 - 4.000 tpm | handgeschakelde 6-bak en 7-DSG | 10,6 / 10,6 s | 185 / 182 km/h | 2014 - 2015 |
| 1.4 TSI Greentech | 1.390 cm³ | 4-in-lijn | 16V     | 125 pk   | 200 Nm bij 1.900 - 4.000 tpm | handgeschakelde 6-bak en 7-DSG | 9,9 / 9,9 s   | 187 / 187 km/h | 2015 - 2017 |

| Yeti Outdoor          | Yeti Outdoor | Yeti Outdoor | Yeti Outdoor | Yeti Outdoor | Yeti Outdoor                 | Yeti Outdoor                   | Yeti Outdoor  | Yeti Outdoor   | Yeti Outdoor |
| Type                  | Motor        | Motor        | Motor        | Vermogen     | Koppel                       | Transmissie                    | 0–100 km/h    | Topsnelheid    | Jaartal      |
| Type                  | Inhoud       | Cilinders    | Kleppen      | Vermogen     | Koppel                       | Transmissie                    | 0–100 km/h    | Topsnelheid    | Jaartal      |
| --------------------- | ------------ | ------------ | ------------ | ------------ | ---------------------------- | ------------------------------ | ------------- | -------------- | ------------ |
| 1.2 TSI               | 1.198 cm³    | 4-in-lijn    | 16V          | 105 pk       | 175 Nm bij 1.550 - 4.100 tpm | handgeschakelde 6-bak en 7-DSG | 11,8 / 12,0 s | 175 / 173 km/h | 2014 - 2015  |
| 1.2 TSI Greentech     | 1.198 cm³    | 4-in-lijn    | 16V          | 110 pk       | 175 Nm bij 1.400 - 4.000 tpm | handgeschakelde 6-bak en 7-DSG | 10,9 / 11,4 s | 179 / 178 km/h | 2015 - 2018  |
| 1.4 TSI               | 1.390 cm³    | 4-in-lijn    | 16V          | 122 pk       | 200 Nm bij 1.900 - 4.000 tpm | handgeschakelde 6-bak en 7-DSG | 10,6 / 10,6 s | 185 / 182 km/h | 2014 - 2015  |
| 1.4 TSI Greentech     | 1.390 cm³    | 4-in-lijn    | 16V          | 125 pk       | 200 Nm bij 1.900 - 4.000 tpm | handgeschakelde 6-bak en 7-DSG | 9,9 / 9,9 s   | 187 / 187 km/h | 2015 - 2018  |
| 1.4 TSI Greentech 4X4 | 1.395 cm³    | 4-in-lijn    | 16V          | 150 pk       | 250 Nm bij 1.500 - 3.500 tpm | handgeschakelde 6-bak          | 8,7 s         | 195 km/h       | 2015 - 2018  |
| 1.8 TSI 4X4           | 1.798 cm³    | 4-in-lijn    | 16V          | 160 pk       | 250 Nm bij 1.500 - 4.500 tpm | handgeschakelde 6-bak          | 8,4 s         | 200 km/h       | 2014 - 2015  |

#### Diesel
| Yeti              | Yeti      | Yeti      | Yeti    | Yeti     | Yeti                         | Yeti                           | Yeti          | Yeti           | Yeti        |
| Type              | Motor     | Motor     | Motor   | Vermogen | Koppel                       | Transmissie                    | 0–100 km/h    | Topsnelheid    | Jaartal     |
| Type              | Inhoud    | Cilinders | Kleppen | Vermogen | Koppel                       | Transmissie                    | 0–100 km/h    | Topsnelheid    | Jaartal     |
| ----------------- | --------- | --------- | ------- | -------- | ---------------------------- | ------------------------------ | ------------- | -------------- | ----------- |
| 1.6 TDI Greenline | 1.598 cm³ | 4-in-lijn | 16V     | 105 pk   | 250 Nm bij 1.500 - 2.500 tpm | handgeschakelde 5-bak of 7-DSG | 12,1 / 12,2 s | 176 / 175 km/h | 2014 - 2015 |
| 2.0 TDI Greentech | 1.968 cm³ | 4-in-lijn | 16V     | 110 pk   | 250 Nm bij 1.750 tpm         | handgeschakelde 5-bak          | 11,6 s        | 179 km/h       | 2015 - 2016 |
| 2.0 TDI Greentech | 1.968 cm³ | 4-in-lijn | 16V     | 140 pk   | 320 Nm bij 1.750 tpm         | handgeschakelde 6-bak          | 9,7 s         | 193 km/h       | 2014 - 2015 |
| 2.0 TDI Greentech | 1.968 cm³ | 4-in-lijn | 16V     | 150 pk   | 340 Nm bij 1.750 - 3.000 tpm | handgeschakelde 6-bak          | 9,0 s         | 199 km/h       | 2015 - 2016 |

| Yeti Outdoor          | Yeti Outdoor | Yeti Outdoor | Yeti Outdoor | Yeti Outdoor | Yeti Outdoor                 | Yeti Outdoor                   | Yeti Outdoor  | Yeti Outdoor   | Yeti Outdoor |
| Type                  | Motor        | Motor        | Motor        | Vermogen     | Koppel                       | Transmissie                    | 0–100 km/h    | Topsnelheid    | Jaartal      |
| Type                  | Inhoud       | Cilinders    | Kleppen      | Vermogen     | Koppel                       | Transmissie                    | 0–100 km/h    | Topsnelheid    | Jaartal      |
| --------------------- | ------------ | ------------ | ------------ | ------------ | ---------------------------- | ------------------------------ | ------------- | -------------- | ------------ |
| 1.6 TDI Greenline     | 1.598 cm³    | 4-in-lijn    | 16V          | 105 pk       | 250 Nm bij 1.500 - 2.500 tpm | handgeschakelde 5-bak of 7-DSG | 12,1 / 12,2 s | 176 / 175 km/h | 2014 - 2015  |
| 2.0 TDI 4X4           | 1.968 cm³    | 4-in-lijn    | 16V          | 110 pk       | 280 Nm bij 1.750 tpm         | handgeschakelde 5-bak          | 12,2 s        | 174 km/h       | 2014 - 2015  |
| 2.0 TDI Greentech     | 1.968 cm³    | 4-in-lijn    | 16V          | 110 pk       | 250 Nm bij 1.750 tpm         | handgeschakelde 5-bak          | 11,6 s        | 179 km/h       | 2015 - 2016  |
| 2.0 TDI 4X4 Greentech | 1.968 cm³    | 4-in-lijn    | 16V          | 110 pk       | 250 Nm bij 1.750 tpm         | handgeschakelde 5-bak          | 11,9 s        | 176 km/h       | 2015 - 2017  |
| 2.0 TDI Greentech     | 1.968 cm³    | 4-in-lijn    | 16V          | 140 pk       | 320 Nm bij 1.750 tpm         | handgeschakelde 6-bak          | 9,7 s         | 193 km/h       | 2014 - 2015  |
| 2.0 TDI 4x4           | 1.968 cm³    | 4-in-lijn    | 16V          | 140 pk       | 320 Nm bij 1.750 tpm         | 6-DSG                          | 10,2 s        | 187 km/h       | 2014 - 2015  |
| 2.0 TDI Greentech     | 1.968 cm³    | 4-in-lijn    | 16V          | 150 pk       | 340 Nm bij 1.750 - 3.000 tpm | handgeschakelde 6-bak          | 9,0 s         | 199 km/h       | 2014 - 2017  |
| 2.0 TDI 4X4 Greentech | 1.968 cm³    | 4-in-lijn    | 16V          | 150 pk       | 340 Nm bij 1.750 - 3.000 tpm | handgeschakelde 6-bak of 6-DSG | 8,9 / 9,2 s   | 195 / 192 km/h | 2015 - 2018  |
| 2.0 TDI 4X4           | 1.968 cm³    | 4-in-lijn    | 16V          | 170 pk       | 350 Nm bij 1.750 - 2.500 tpm | handgeschakelde 6-bak of 6-DSG | 8,4 / 8,6 s   | 201 / 197 km/h | 2014 - 2015  |